# العلاقات البرازيلية السلوفاكية
العلاقات البرازيلية السلوفاكية هي العلاقات الثنائية التي تجمع بين البرازيل وسلوفاكيا.

## مقارنة بين البلدين
هذه مقارنة عامة ومرجعية للدولتين:
| وجه المقارنة                                              | البرازيل | سلوفاكيا                                                       |
| --------------------------------------------------------- | --- | -------------------------------------------------------------- |
| المساحة (كم2)                                             | 8.52 مليون | 49.03 ألف                                                      |
| عدد السكان (نسمة)                                         | 202.66 مليون | 5.44 مليون                                                     |
| الكثافة السكانية (ن./كم²)                                 | 23.79 | 110.95                                                         |
| العاصمة                                                   | برازيليا، ريو دي جانيرو | براتيسلافا                                                     |
| اللغة الرسمية                                             | برتغالية برازيلية، Brazilian Sign Language ‏ | اللغة السلوفاكية                                               |
| العملة                                                    | ريال برازيلي، كروزيرو ريال برازيلي ‏، كروزيرو البرازيلية (1990–1993)، البرازيلي كروزادو نوفو، كروزادو برازيلي، cruzeiro ‏، كروزيرو البرازيلية (1942–1967)، الريال البرازيلي (قديم) | كرونة سلوفاكية، يورو                                           |
| الناتج المحلي الإجمالي (بليون دولار)                      | 2.06 تريليون | 95.77 مليار                                                    |
| الناتج المحلي الإجمالي (تعادل القوة الشرائية) بليون دولار | 3.22 تريليون | 162.34 مليار                                                   |
| الناتج المحلي الإجمالي الاسمي للفرد دولار أمريكي          | 8.54 ألف | 16.09 ألف                                                      |
| الناتج المحلي الإجمالي للفرد دولار أمريكي                 | 15.89 ألف | 30.46 ألف                                                      |
| مؤشر التنمية البشرية                                      | 0.754 | 0.844                                                          |
| رمز المكالمات الدولي                                      | +55 | +421                                                           |
| رمز الإنترنت                                              | .br | .sk                                                            |
| المنطقة الزمنية                                           | | توقيت وسط أوروبا، ت ع م+01:00، ت ع م+02:00، أوروبا/براتيسلافا ‏ |

## مدن متوأمة
في ما يلي قائمة باتفاقيات التوأمة بين مدن برازيلية وسلوفاكية:
- ترتبط جوينفيل مع سبيشسكا نوفا فيس باتفاقية توأمة.

## منظمات دولية مشتركة
يشترك البلدان في عضوية مجموعة من المنظمات الدولية، منها:
| علم المنظمة | اسم المنظمة                        | تاريخ انضمام البرازيل | تاريخ انضمام سلوفاكيا |
| ----------- | ---------------------------------- | --------------------- | --------------------- |
|             | الاتحاد البريدي العالمي            | ?                     | ?                     |
|             | يونسكو                             | 4 نوفمبر 1946         | 9 فبراير 1993         |
|             | البنك الدولي للإنشاء والتعمير      | 14 يناير 1946         | 1993                  |
|             | منظمة التجارة العالمية             | ?                     | ?                     |
|             | وكالة ضمان الاستثمار متعدد الأطراف | 7 يناير 1993          | 1993                  |
|             | الاتحاد الدولي للاتصالات           | 4 يوليو 1877          | 23 فبراير 1993        |
|             | منظمة الشرطة الجنائية الدولية      | ?                     | ?                     |
|             | مؤسسة التمويل الدولية              | 31 ديسمبر 1956        | 1993                  |
|             | مجموعة الموردين النوويين           | ?                     | ?                     |
|             | الأمم المتحدة                      | 24 أكتوبر 1945        | 19 يناير 1993         |
|             | مؤسسة التنمية الدولية              | 15 مارس 1963          | 1993                  |
|             | الفريق المعني برصد الأرض           | ?                     | ?                     |
|             | منظمة حظر الأسلحة الكيميائية       | ?                     | ?                     |

## أعلام
هذه قائمة لبعض الشخصيات التي تربطها علاقات بالبلدين:
- ديوناتان تيكسيرا (لاعب كرة قدم برازيلي، 24 يوليو 1992[22] – 5 نوفمبر 2017)

## وصلات خارجية
- موقع وزارة الخارجية البرازيلية
- موقع وزارة الخارجية السلوفاكية